# Châtres (Seine-et-Marne)
Châtres ist eine französische Gemeinde mit 712 Einwohnern (Stand: 1. Januar 2022) im Département Seine-et-Marne in der Region Île-de-France. Sie gehört zum Arrondissement Provins und zum Kanton Fontenay-Trésigny (bis 2015: Kanton Tournan-en-Brie). Die Einwohner werden Châtriots genannt.

## Geographie
Châtres befindet sich etwa 35 Kilometer südöstlich von Paris. Umgeben wird Châtres von den Nachbargemeinden Les Chapelles-Bourbon im Norden, Marles-en-Brie im Nordosten, Fontenay-Trésigny im Osten, Chaumes-en-Brie im Südosten, Ozouer-le-Voulgis im Süden und Südwesten, Liverdy-en-Brie im Westen und Südwesten, Presles-en-Brie im Westen sowie Tournan-en-Brie im Westen und Nordwesten.
Durch die Gemeinde führt die Route nationale 4.

## Bevölkerungsentwicklung
| Jahr                      | 1962 | 1968 | 1975 | 1982 | 1990 | 1999 | 2006 | 2012 |
| Einwohner                 | 237  | 179  | 283  | 494  | 530  | 555  | 572  | 608  |
| Quelle: Cassini und INSEE |      |      |      |      |      |      |      |      |

## Sehenswürdigkeiten
Siehe auch: Liste der Monuments historiques in Châtres (Seine-et-Marne)
- Kirche Saint-Antonin, zwischen 1180 und 1220 erbaut, im 16. Jahrhundert restauriert
- Schloss Les Boulayes mit Park, 1785 erbaut, seit 1947 Monument historique
- Gutshof La Jarrie
- Gutshof Le Mesnil mit Taubenschlag
- Taubenschlag von Le Châtelet
- Schloss und Gut Boitron

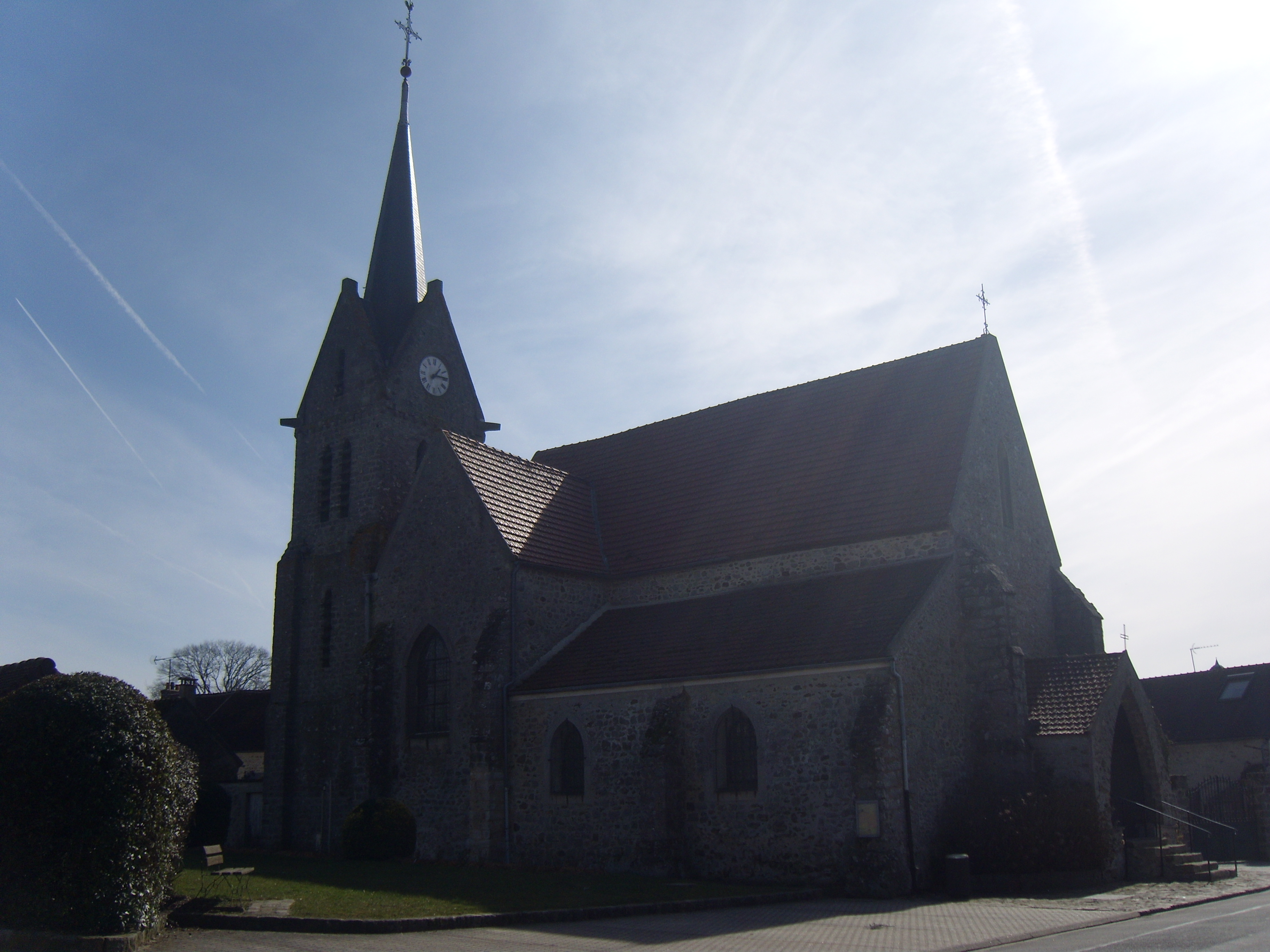
Kirche Saint-Antonin
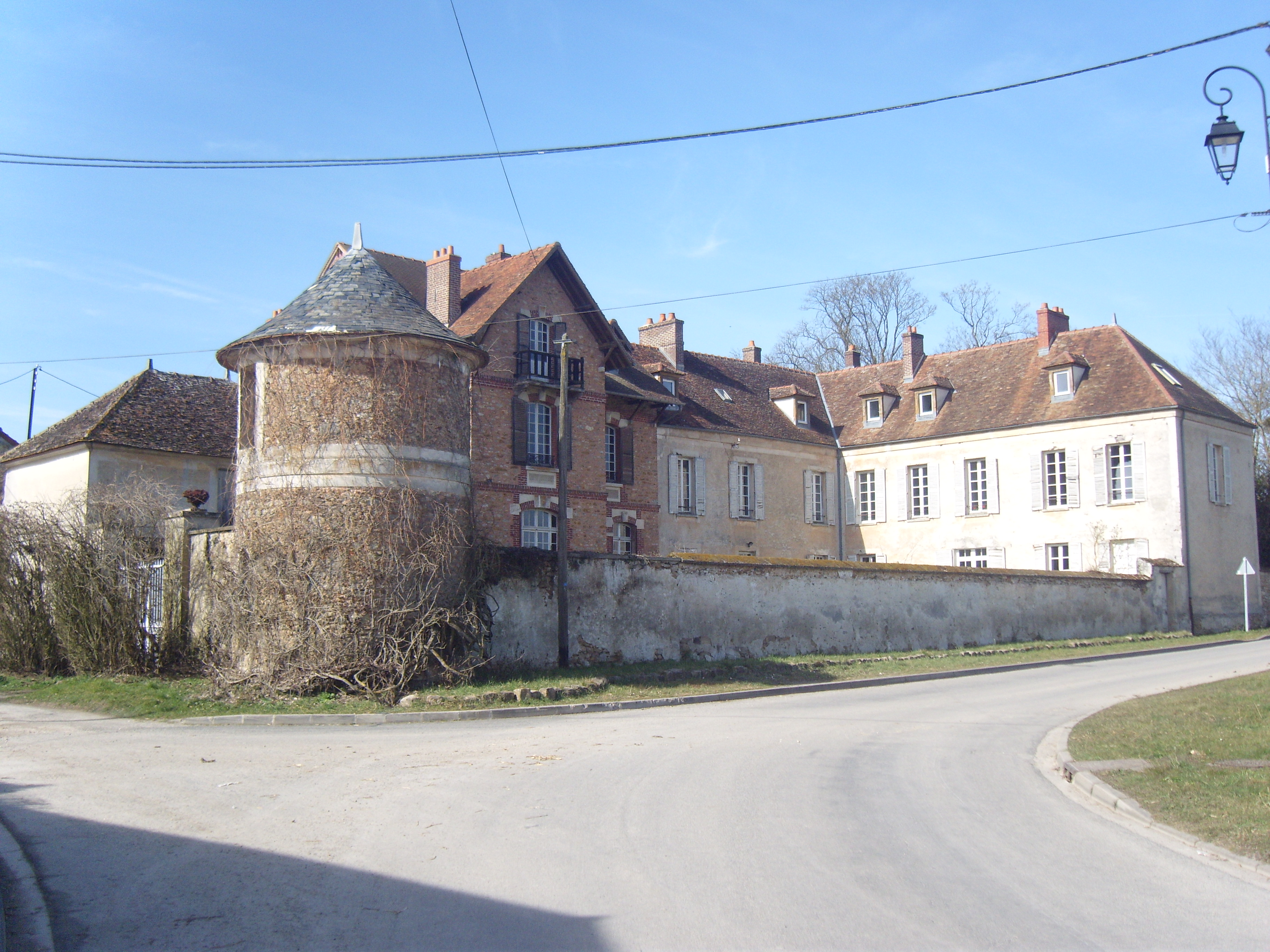
Gutshof Le Mesnil